# Агостино ди Дуччо
Агостино ди Дуччо (итал. Agostino di Duccio; 1418[…], Флоренция — около 1481, Перуджа) — итальянский архитектор и скульптор периода кватроченто эпохи Возрождения.

## Биография
Агостино родился во Флоренции. Его обучение проходило на совместной работе по созданию рельефов наружной кафедры собора в Прато (1428—1438) под руководством Донателло и Микелоццо, которые оказали на него значительное влияние. От Донателло Агостино ди Дуччо перенял технику «stiacciato» (сетчатых, перекрёстных насечек), создающих на поверхности мрамора шероховатую поверхность с эффектами мягкой светотени и придающих ей особенную пластичность — эффект, свойственный мастерам неоаттической школы.
В 1441 году Агостино ди Дуччо был обвинён в краже драгоценных материалов из флорентийского монастыря и изгнан из родного города. Укрывшись в Модене, в 1442 году он расписал алтарь Сан-Джеминиано для Собора Модены, в котором очевидно влияние Микелоццо.
В 1446 году Агостино был в Венеции, где изучал позднюю готическую скульптуру и венето-готический стиль в архитектуре. Там же он встретил архитектора и скульптора Маттео де Пасти, который пригласил его к сотрудничеству по оформлению Темпио Малатестиано в Римини (1449—1457). Агостино выполнил многие рельефы храма, в том числе в «Капелле планетарных божеств» (Сappella delle Divinità planetarie), или «Капелле Зодиака», а также в «Капелле Св. Сигизмунда» (san Sigismondo).
Между 1457 и 1462 годами Агостино ди Дуччо оформил мраморный фасад Оратория Сан-Бернардино в Перудже (Умбрия). В последующие годы он создал множество работ, особенно во Флоренции; написал «Мадонну д’Овилер» (Madonna d’Auvillers) для Пьетро Медичи, которая ныне хранится в парижском Лувре.
В 1463 году Попечительский совет по строительству собора Санта-Мария-дель-Фьоре во Флоренции заключил контракт с Агостино ди Дуччо на создание модели статуи Геркулеса под руководством Донателло, а в следующем году — на создание скульптуры Давида. Для последней из Каррары во Флоренцию была доставлена огромная глыба мрамора. После смерти Донателло в 1466 году Агостино прекратил работу, едва принявшись за обтёсывание мрамора. Контракт с ним был расторгнут 6 мая 1476 года. Спустя время из этой глыбы мрамора Микеланджело Буонарроти изваял свою знаменитую статую Давида.
В 1454—1455 годах Агостино создал для Сантуария (святилища) Санта-Мария-делле-Грацие-ди-Форно, недалеко от Форли статую Мадонны с Младенцем, ныне хранящуюся во дворце епископа Форли. Ныне на фасаде Сантуария установлена копия.
В 1473 году Агостино ди Дуччо спроектировал внешний фасад трёхарочного портала: Порта-ди-Сан-Пьетро (porta di San Pietro) городских стен Перуджи в классицистическом стиле Леонa Баттиста Альберти. Другие работы находятся в Амелии и в Национальной галерее Умбрии в Перудже.
Скончался художник примерно в 1481 году в Перудже.

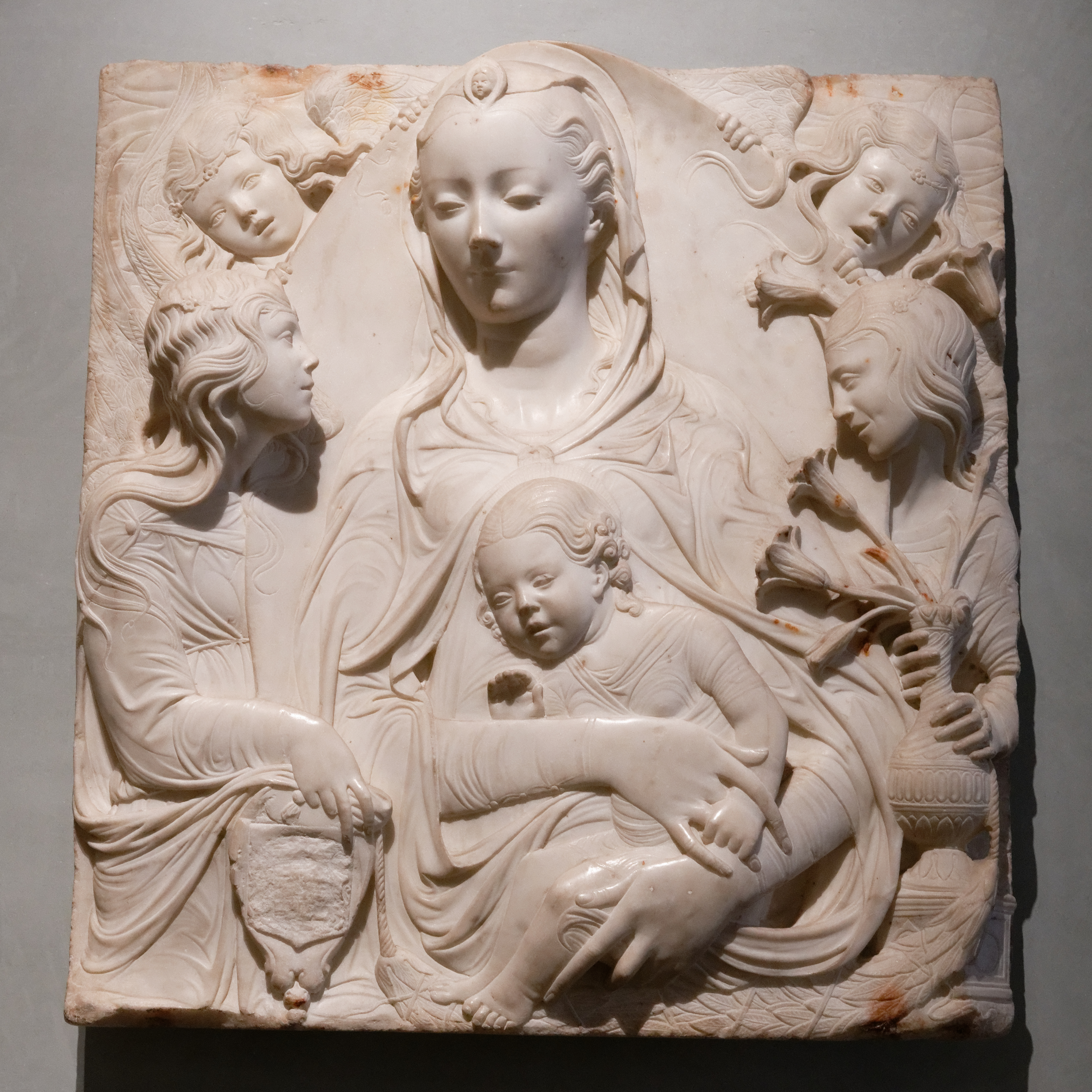
Мадонна д’Овилер. 1464—1469. Мрамор. Лувр, Париж
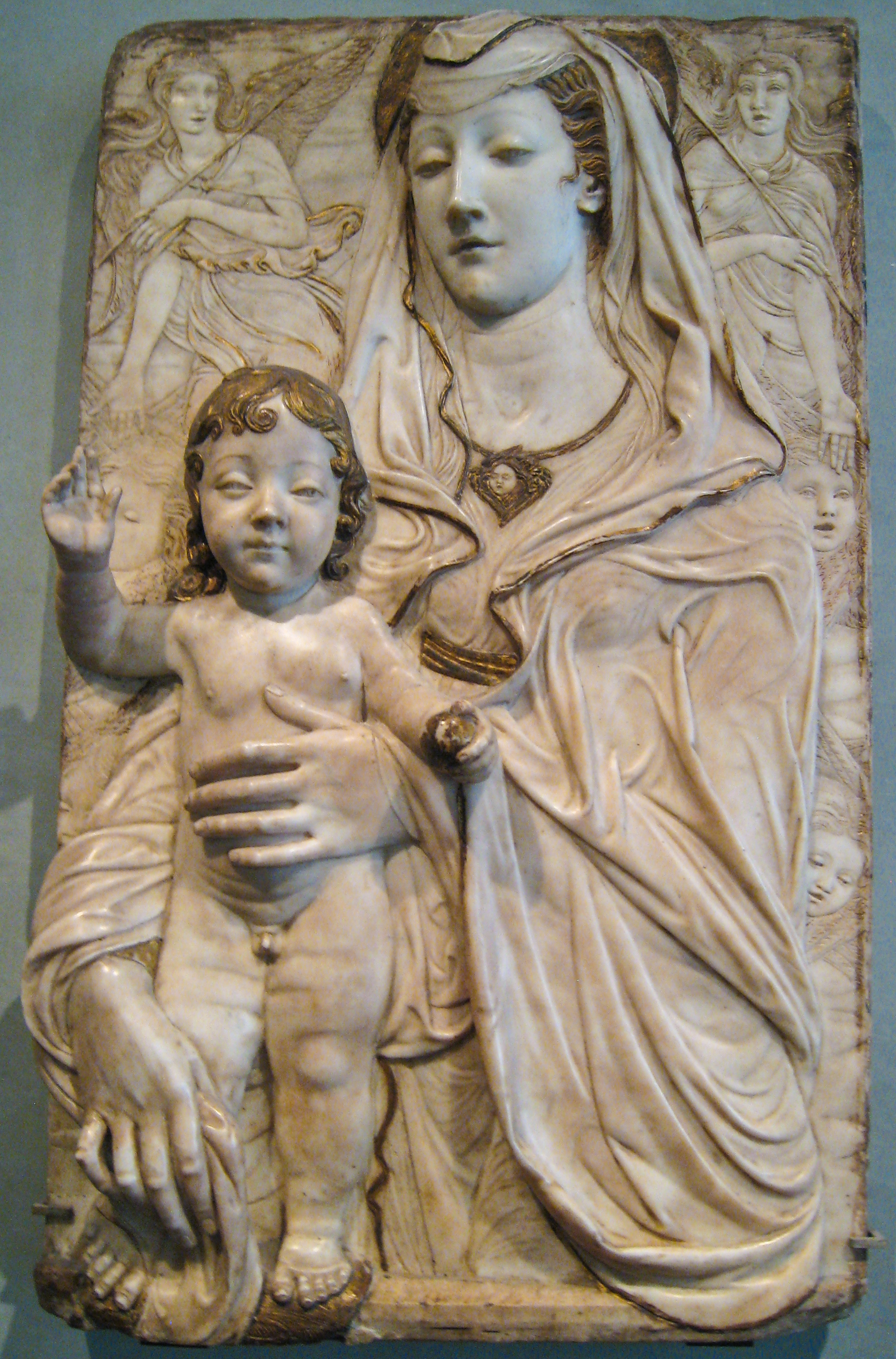
Мадонна с Младенцем между двух Ангелов. 1460-е гг. Мрамор. Лувр, Париж
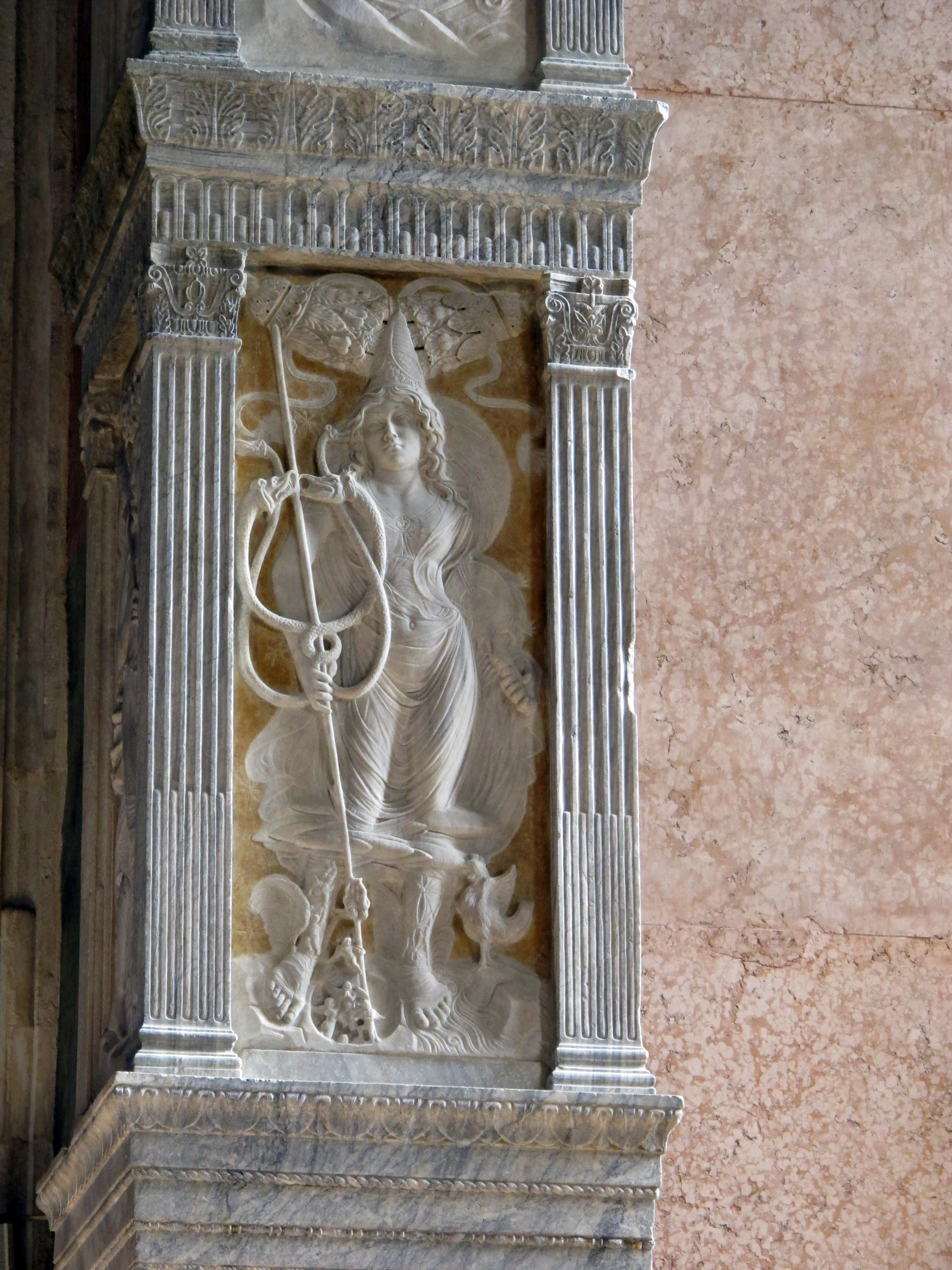
Рельеф Капеллы Зодиака. Меркурий. 1449— 1457. Темпио Малатестиано, Римини
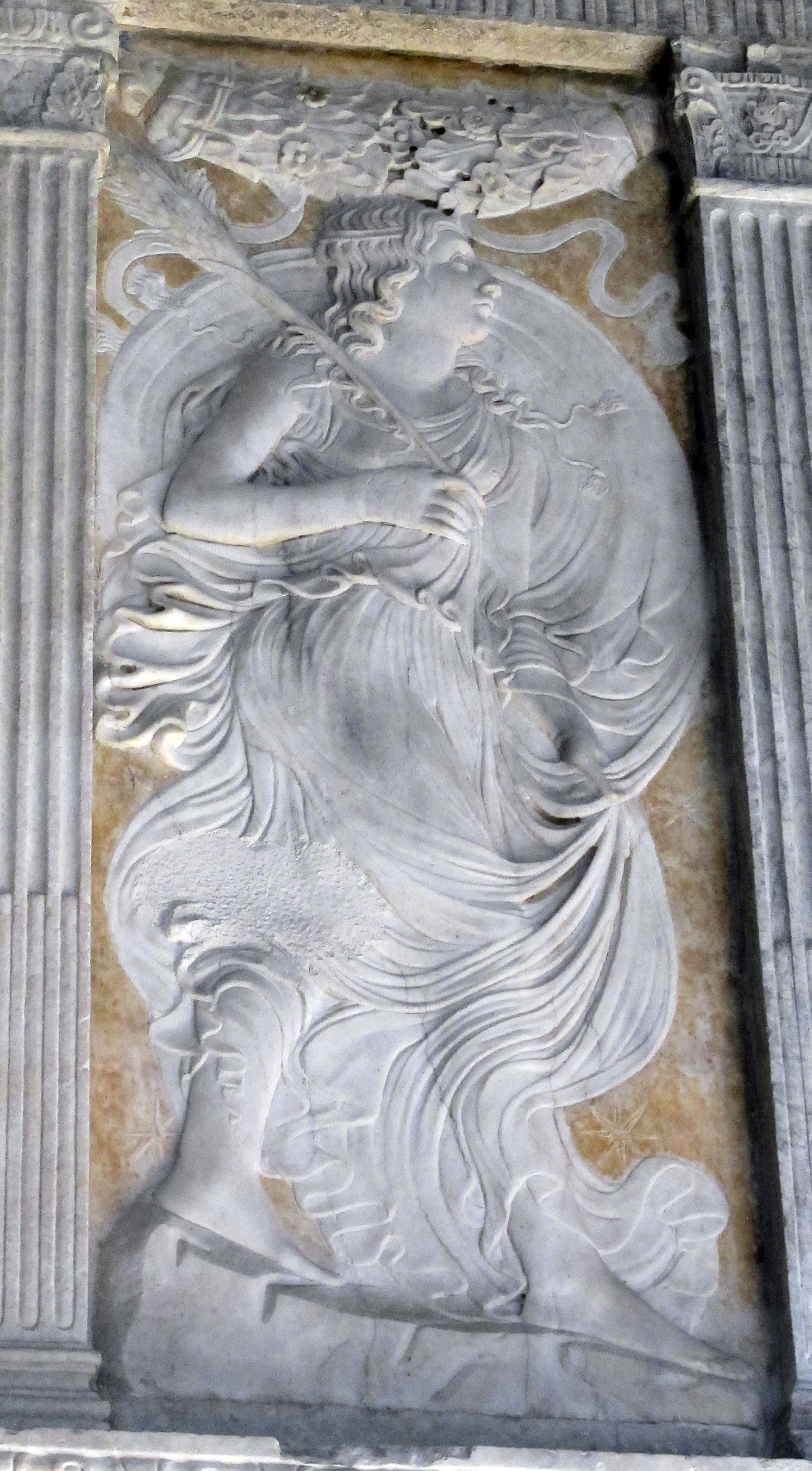
Рельеф Капеллы Зодиака. Созвездие Девы.
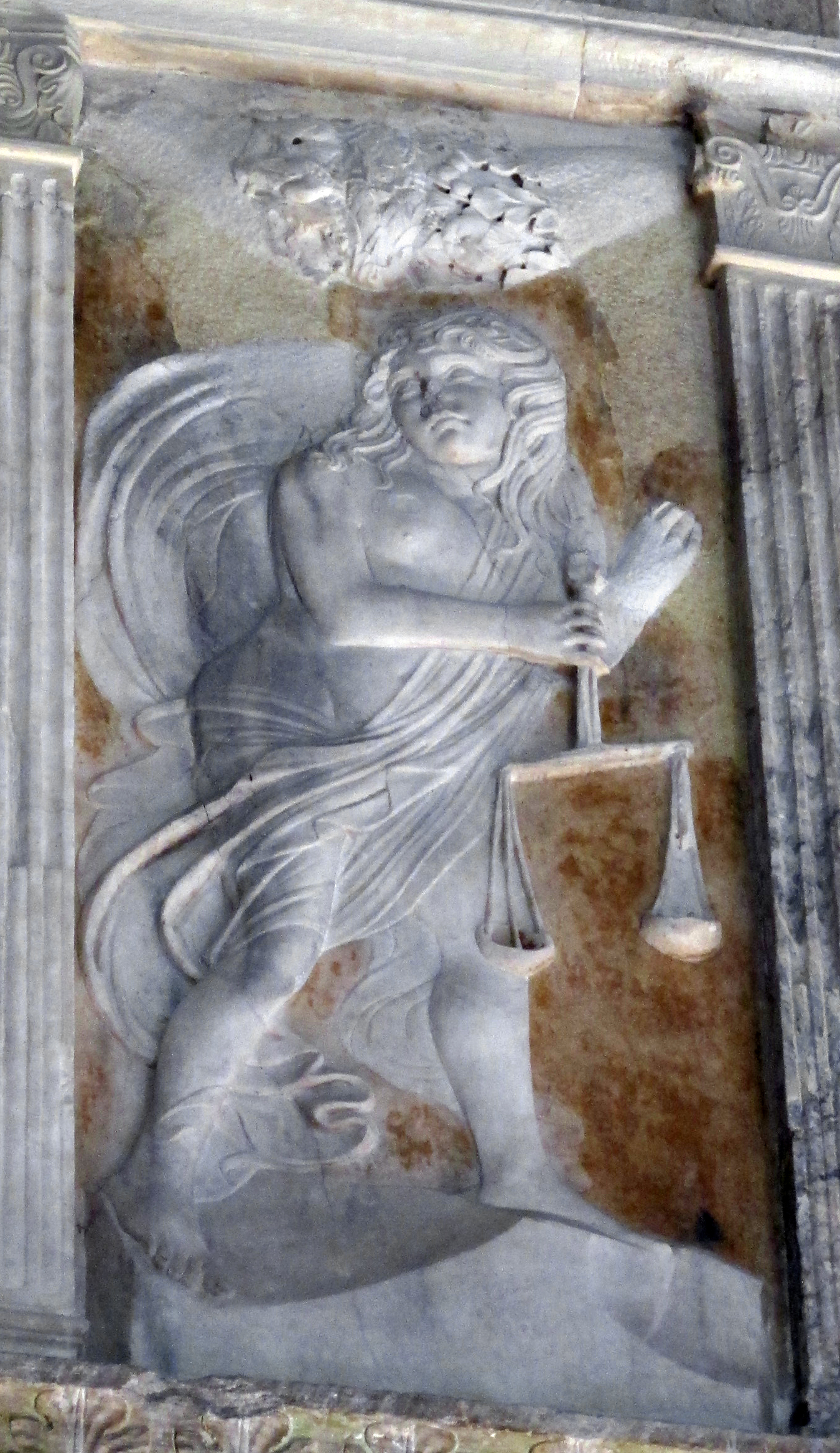
Рельеф Капеллы Зодиака. Созвездие Весов
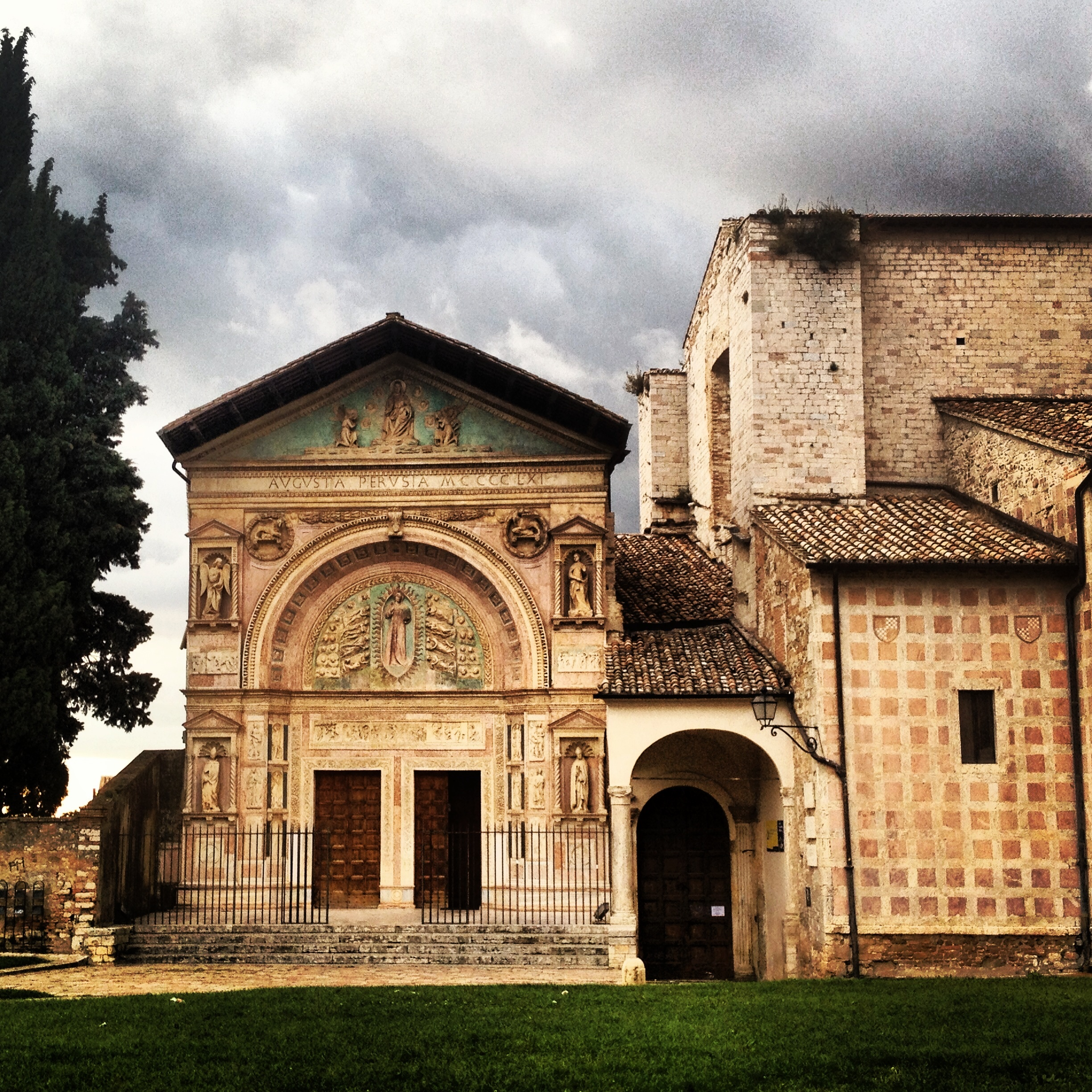
Ораторий Сан-Бернардино в Перудже. Фасад. 1457—1462
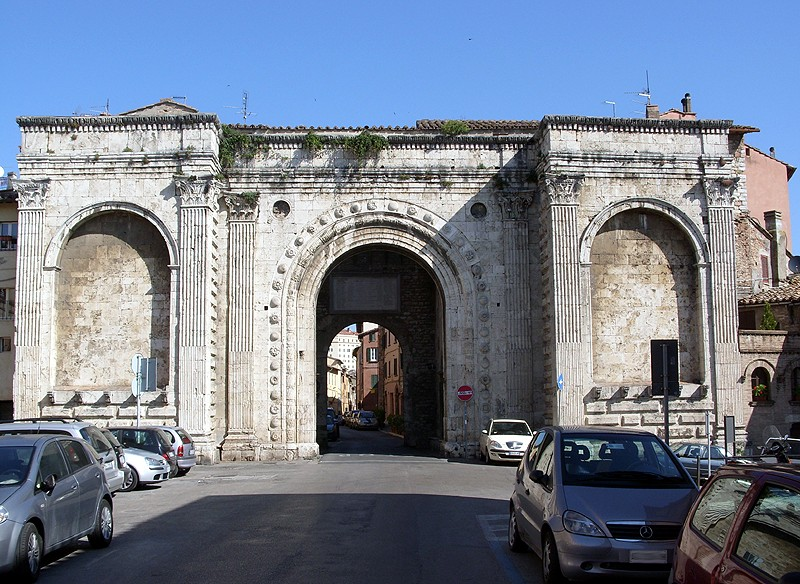
Порта-ди-Сан-Пьетро. 1473. Перуджа